# 小行星4173
小行星4173（英語：4173 Thicksten）是一颗围绕太阳公转的小行星。1982年5月27日，卡羅琳·舒梅克在帕洛马山发现了此天体。
这颗小行星的绝对星等为18.39258等。